# IC 1309
IC 1309 ist eine Balken-Spiralgalaxie vom Hubble-Typ SBbc im Sternbild Sagittarius. Sie ist schätzungsweise 358 Millionen Lichtjahre von der Milchstraße entfernt.
Das Objekt wurde am 26. August 1892 von dem französischen Astronomen Stéphane Javelle entdeckt.